# 日の出山
日の出山（ひのでやま）は、東京都青梅市御岳2丁目と東京都西多摩郡日の出町大字大久野の境界に位置する、標高902メートルの山である。御岳山の東に連なり、標高は御岳山より若干低い。関東ふれあいの道が山頂を通る。積雪が少ないため、1年を通して登山者が訪れる。東側の関東平野の東京都心方面の眺望があり、元旦初日の出の登山者もいる。そのため、日の出山という名称がついたといわれている。御岳山から見て日の出る方向にあることから日の出山という説もある。南麓の日の出町の町名の由来になっている。

## 登山
- 上養沢バス停から：登り1時間35分　下り1時間15分[1]　［西東京バス 五15系統 / 檜52系統］
- 松尾バス停から：登り2時間　下り1時間25分[1]　［西東京バス 五20系統 / 五21系統］
- 軍畑駅（青梅線）から：登り2時間20分　下り1時間50分[1]
- 御岳山から：行き45分　帰り40分[1]

山頂には東雲山荘とトイレがある。東雲山荘は要予約。松尾バス停の近くにはつるつる温泉がある。上養沢バス停や松尾バス停は武蔵五日市駅（五日市線）からのバス路線である。
金比羅尾根から日の出山に登り、御岳山の裏参道を峠経由で鳩ノ巣に下るルートは、武蔵五日市駅と鳩ノ巣駅を結ぶ変化に富んだワンデイハイクの人気コースとなっている。

## 画像

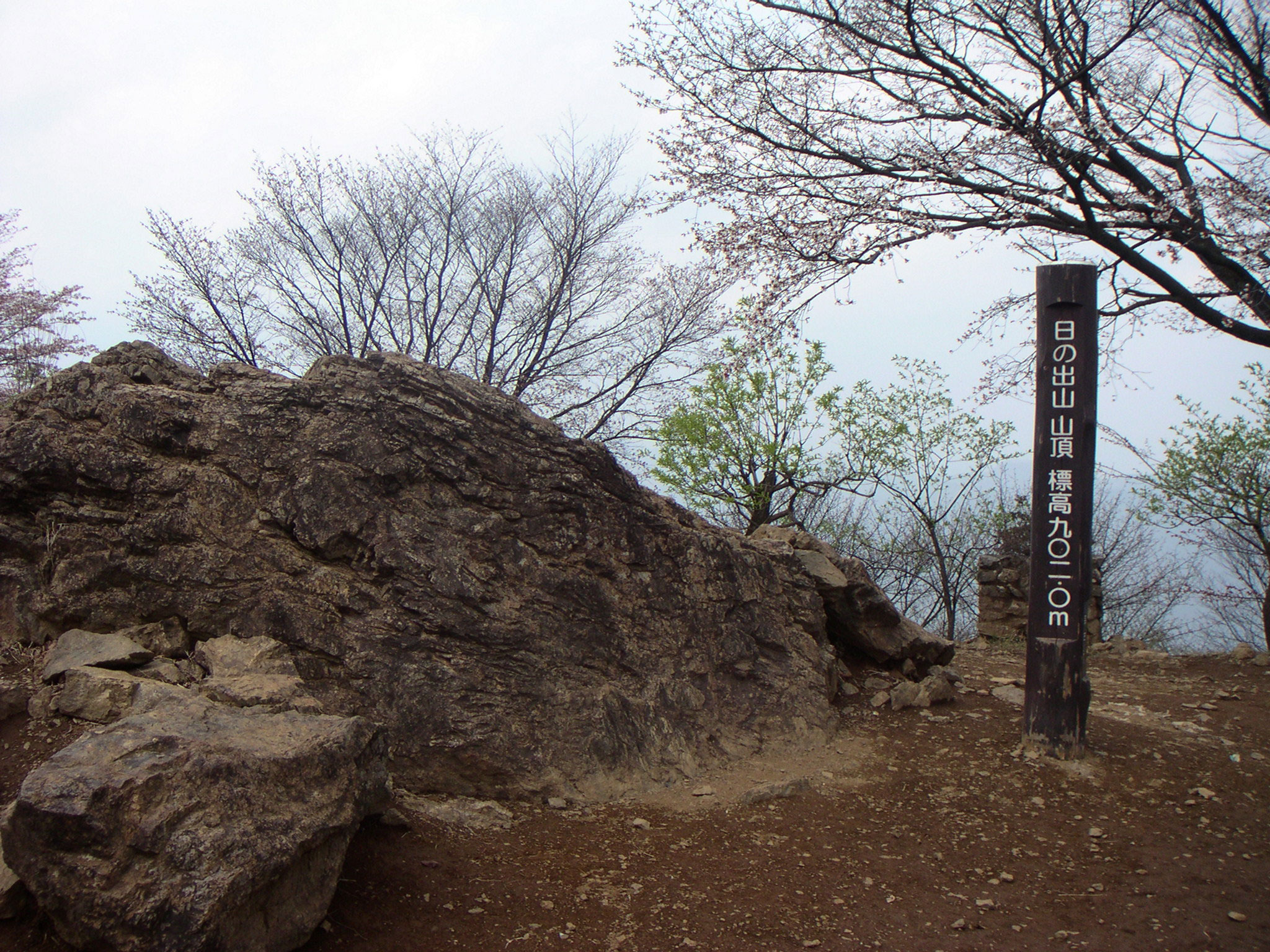
山頂
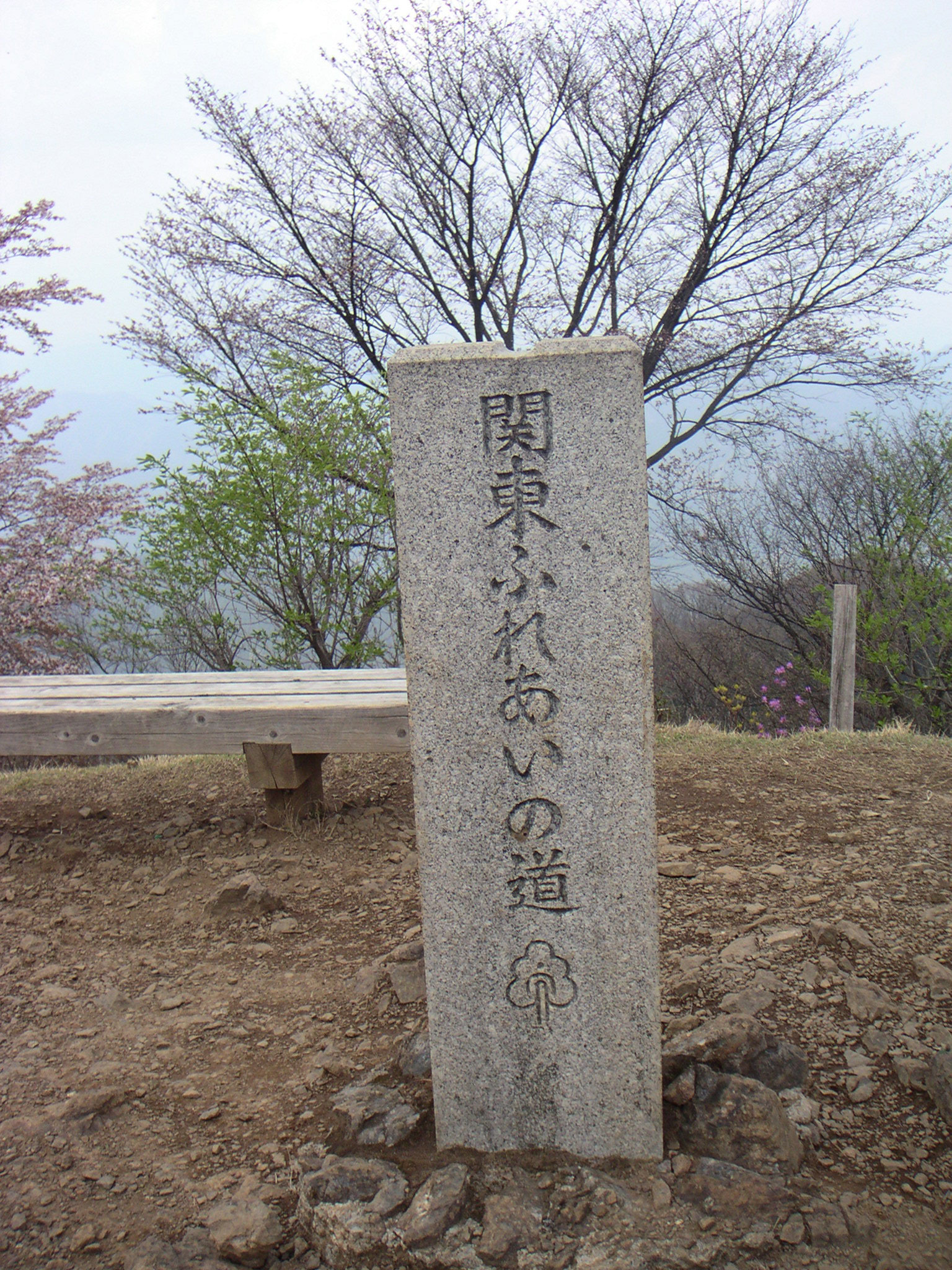
山頂の「関東ふれあいの道の碑」
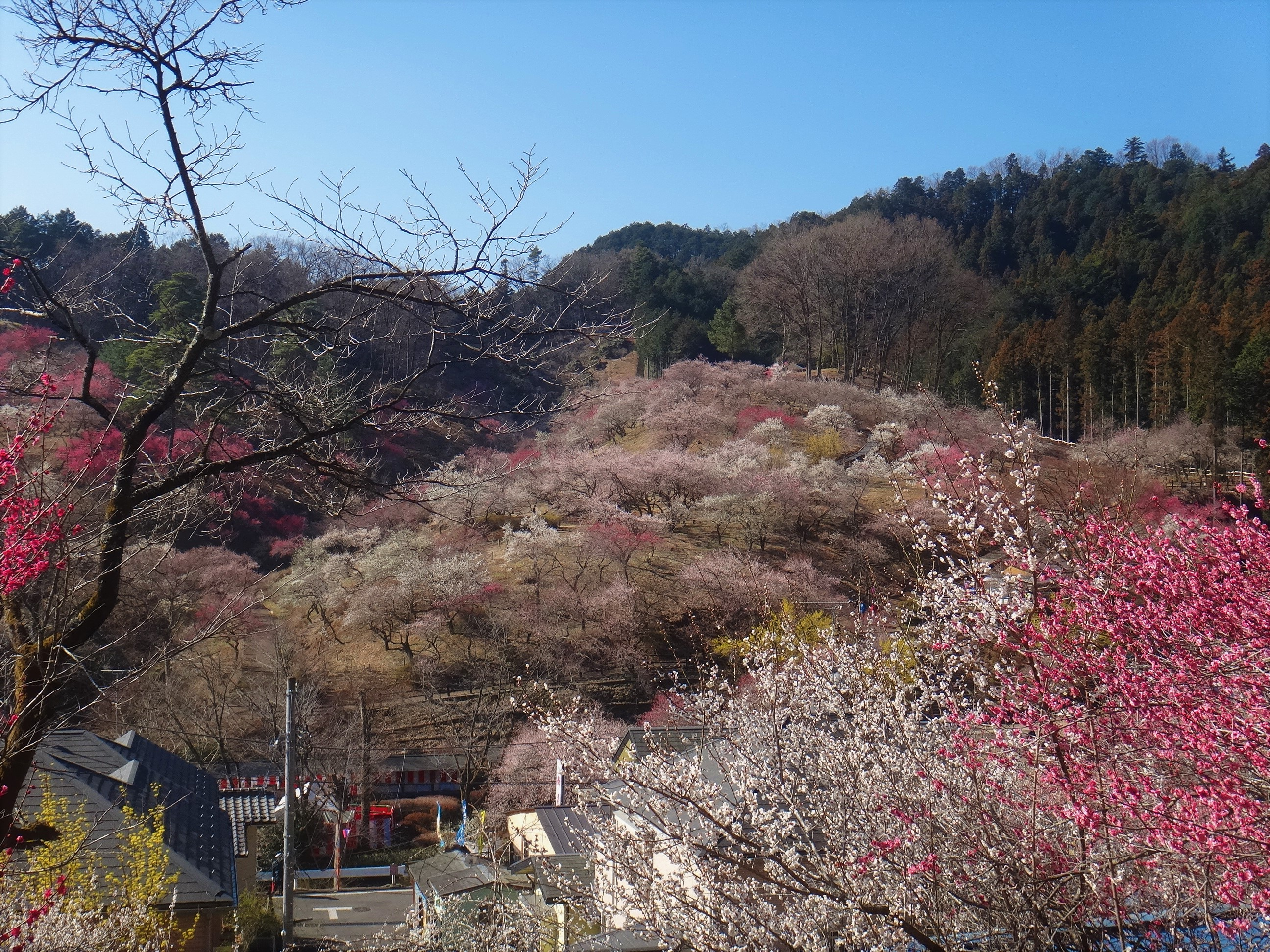
登山口の吉野梅郷
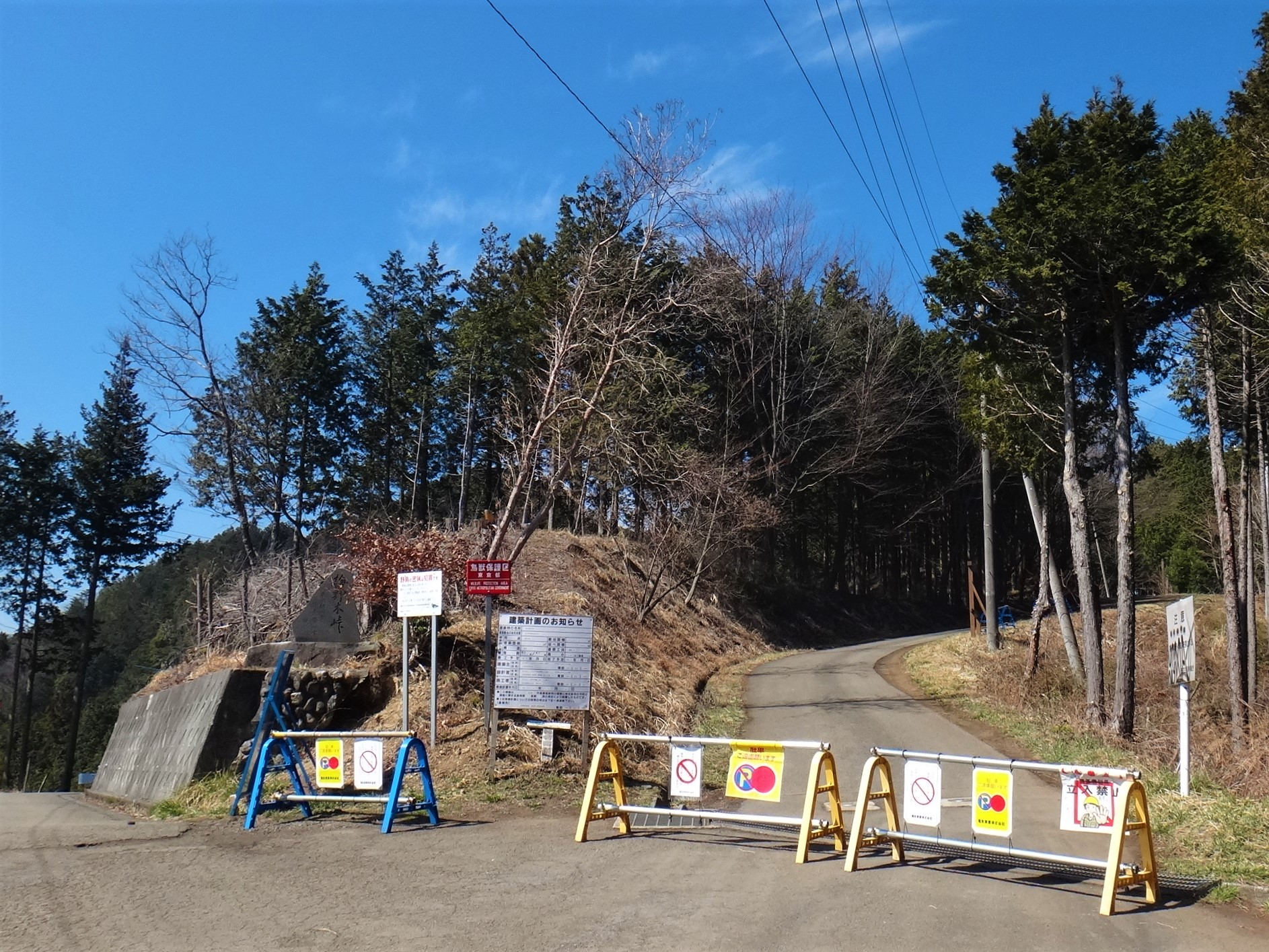
梅野木峠
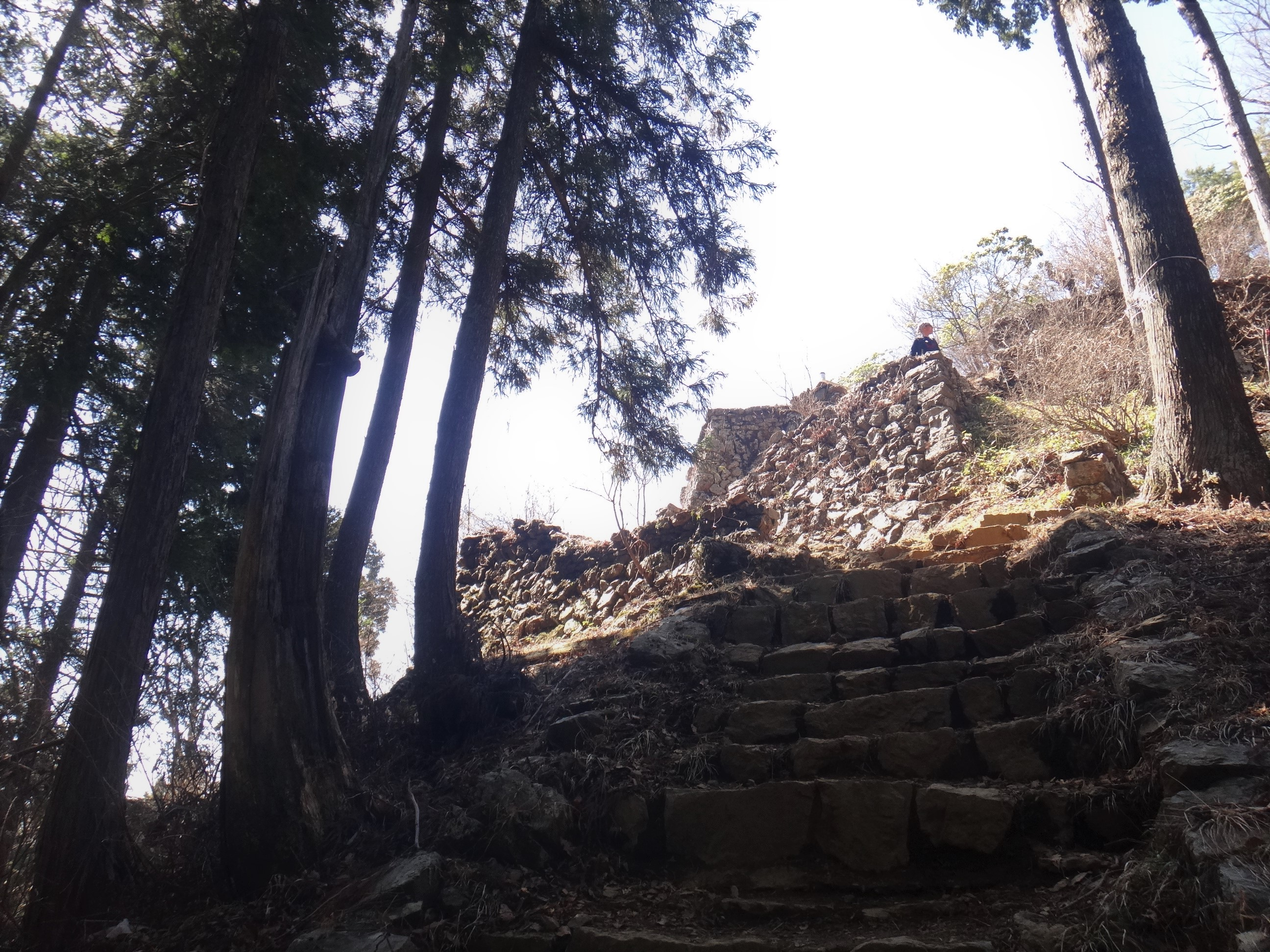
城郭のような山頂
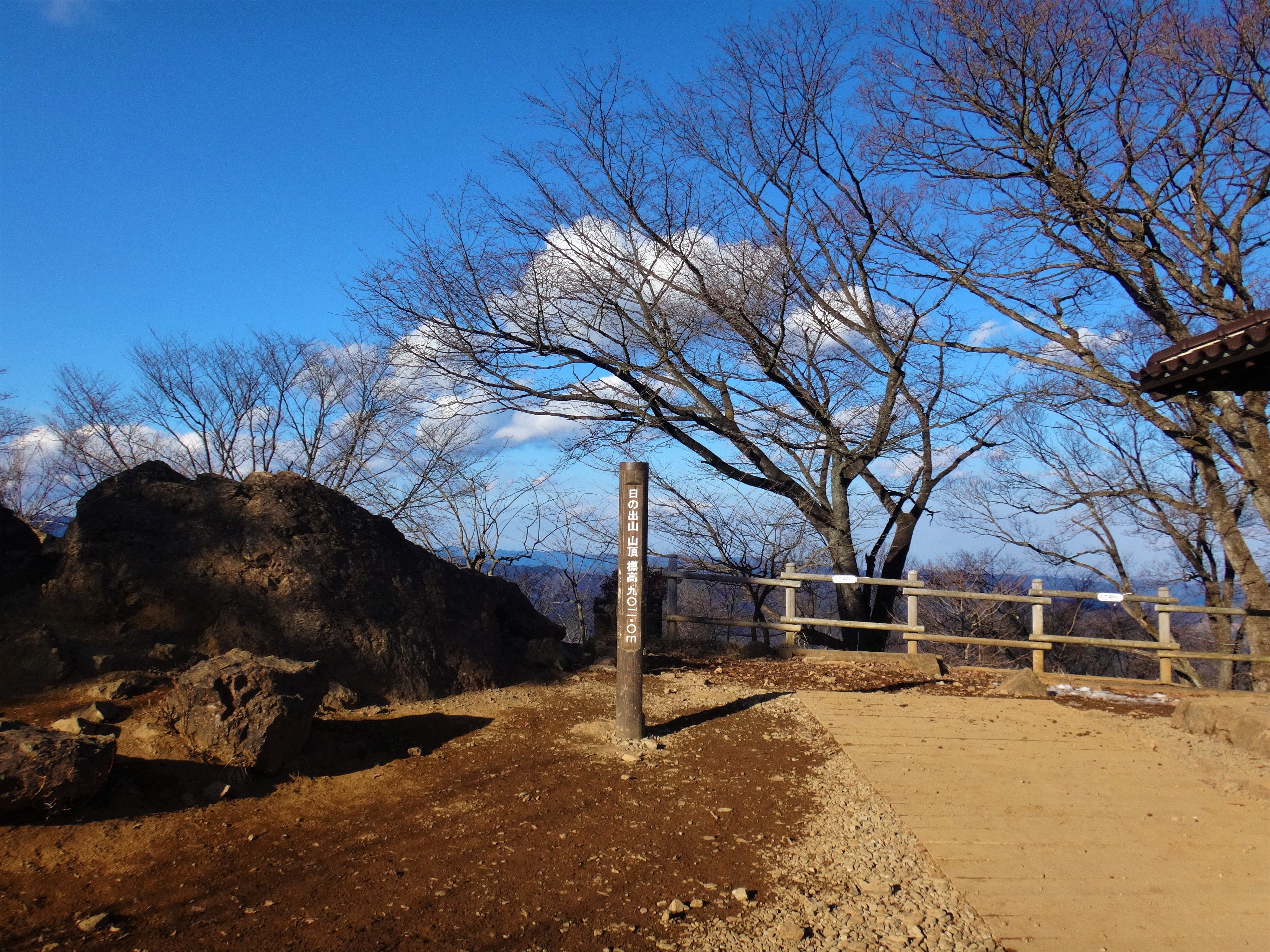
日の出山山頂
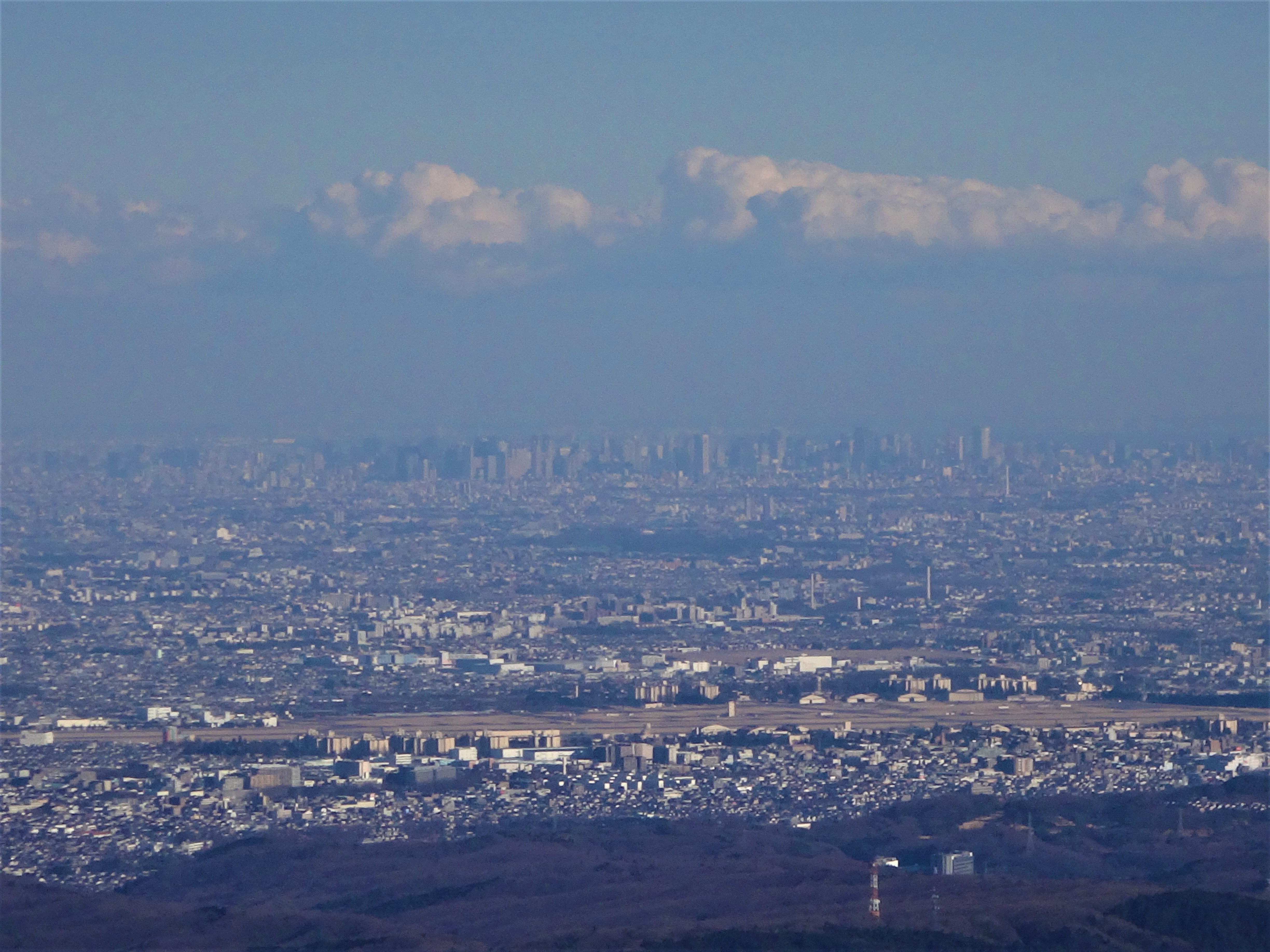
山頂から都心方面
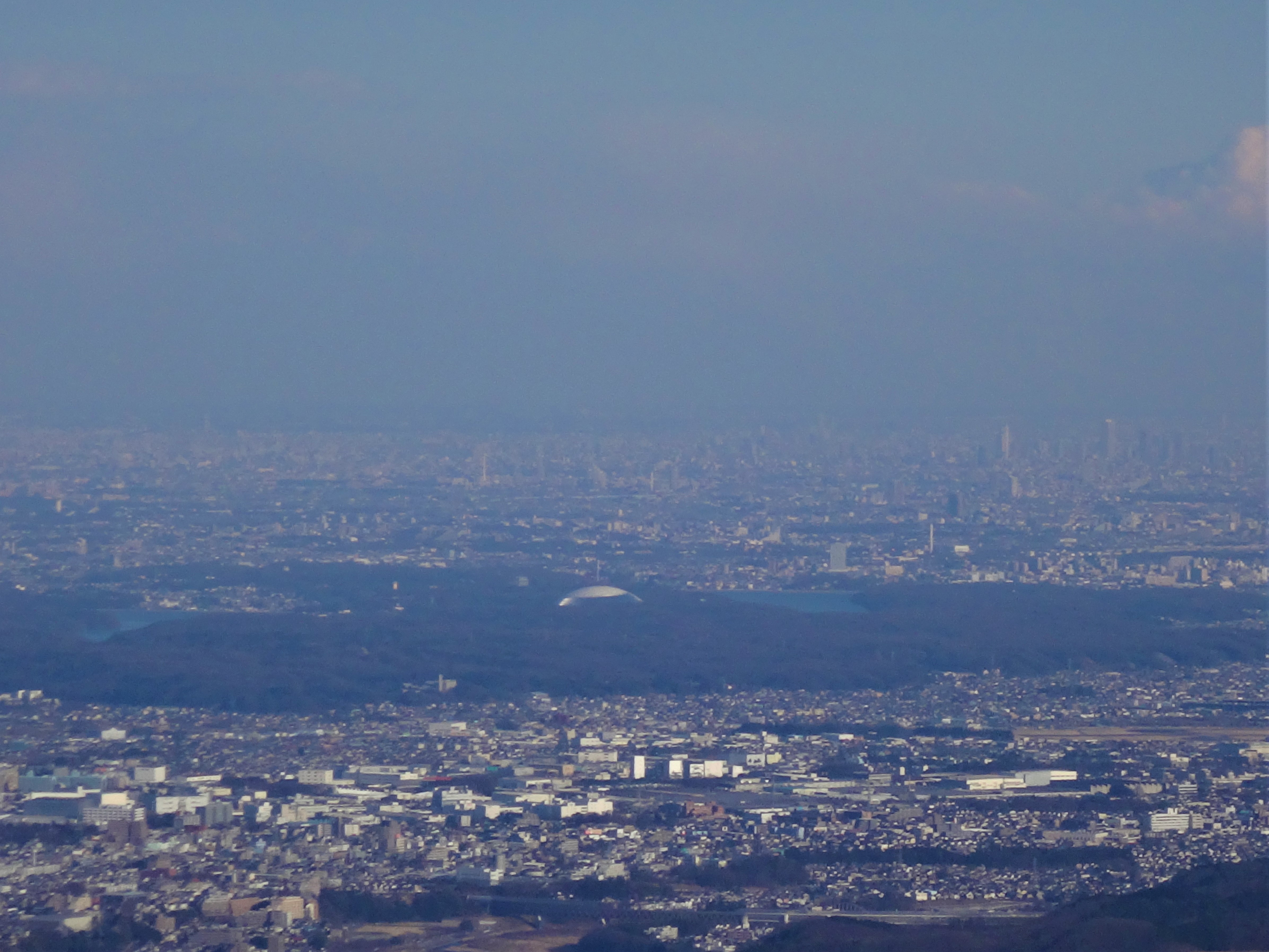
山頂から西武ドーム
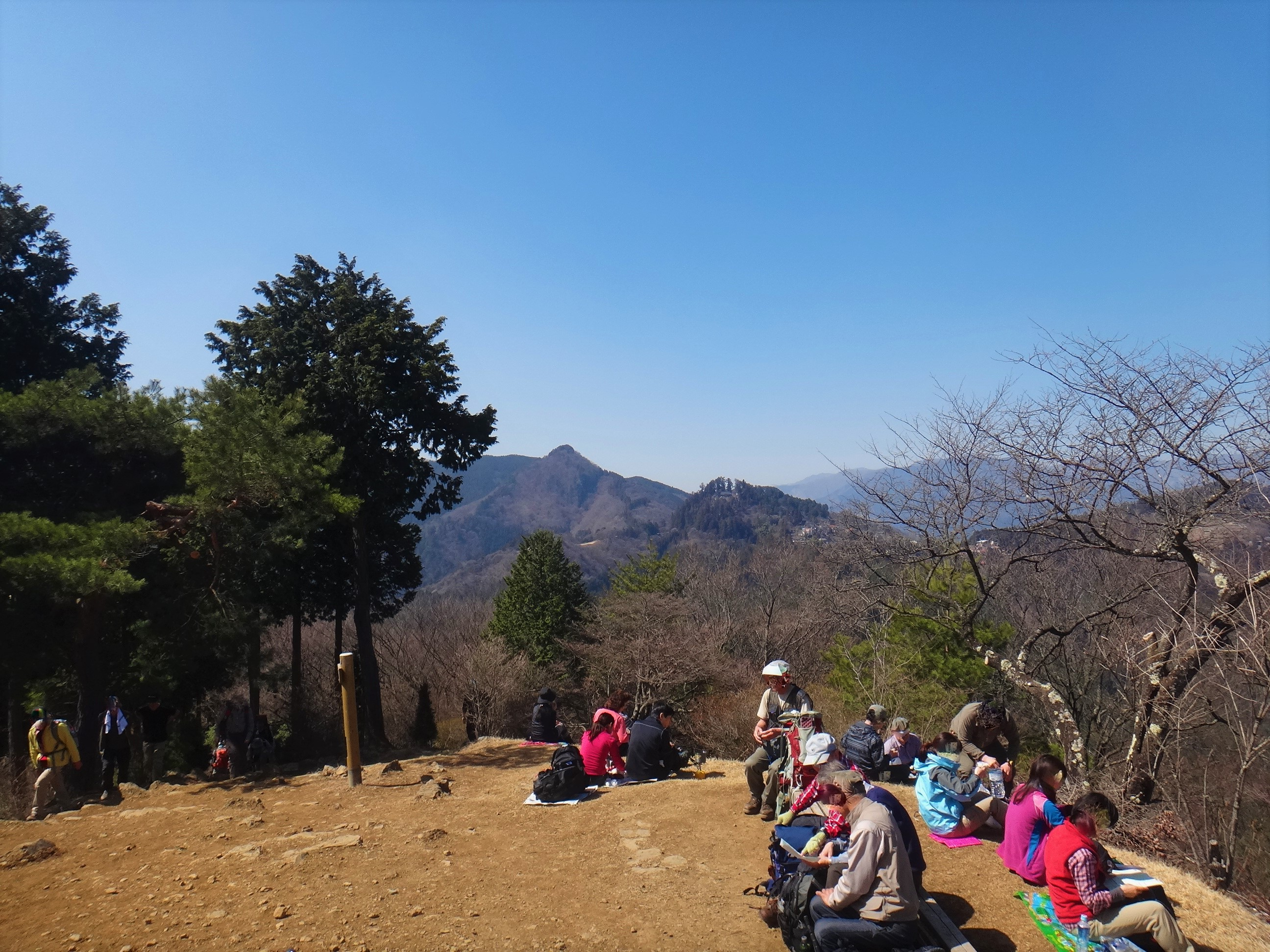
日の出山から御岳山
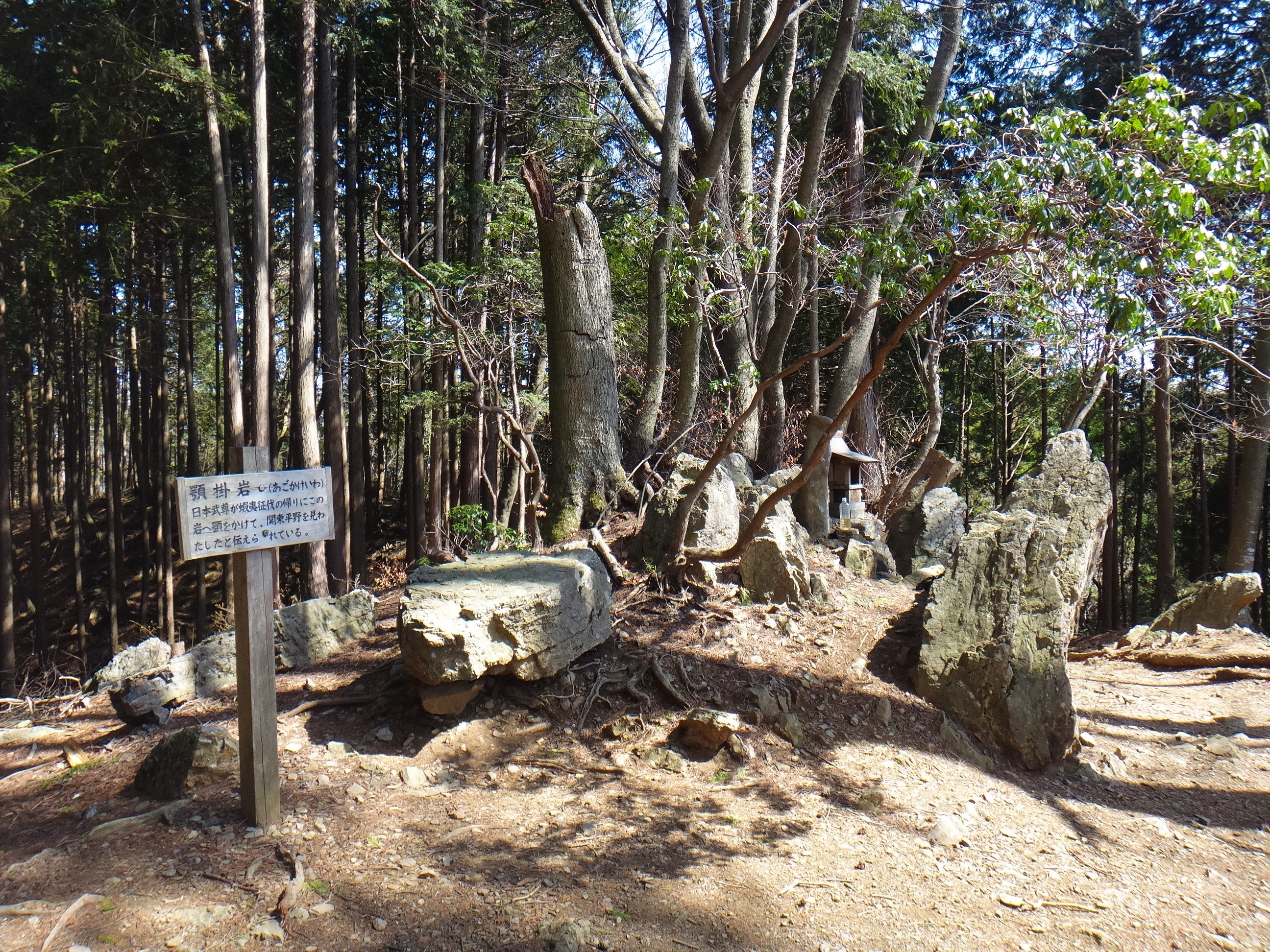
日本武尊伝説の顎掛岩
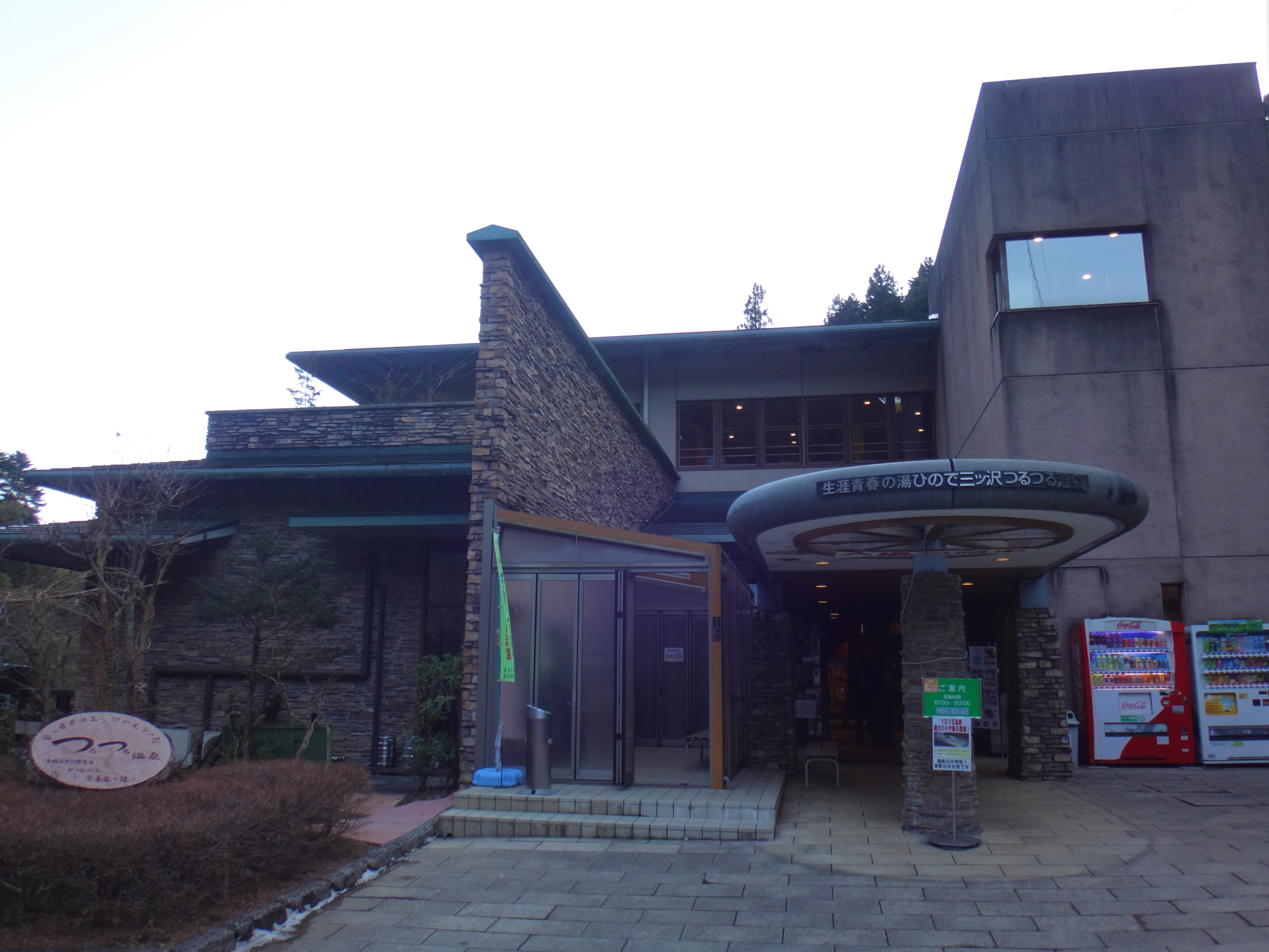
つるつる温泉
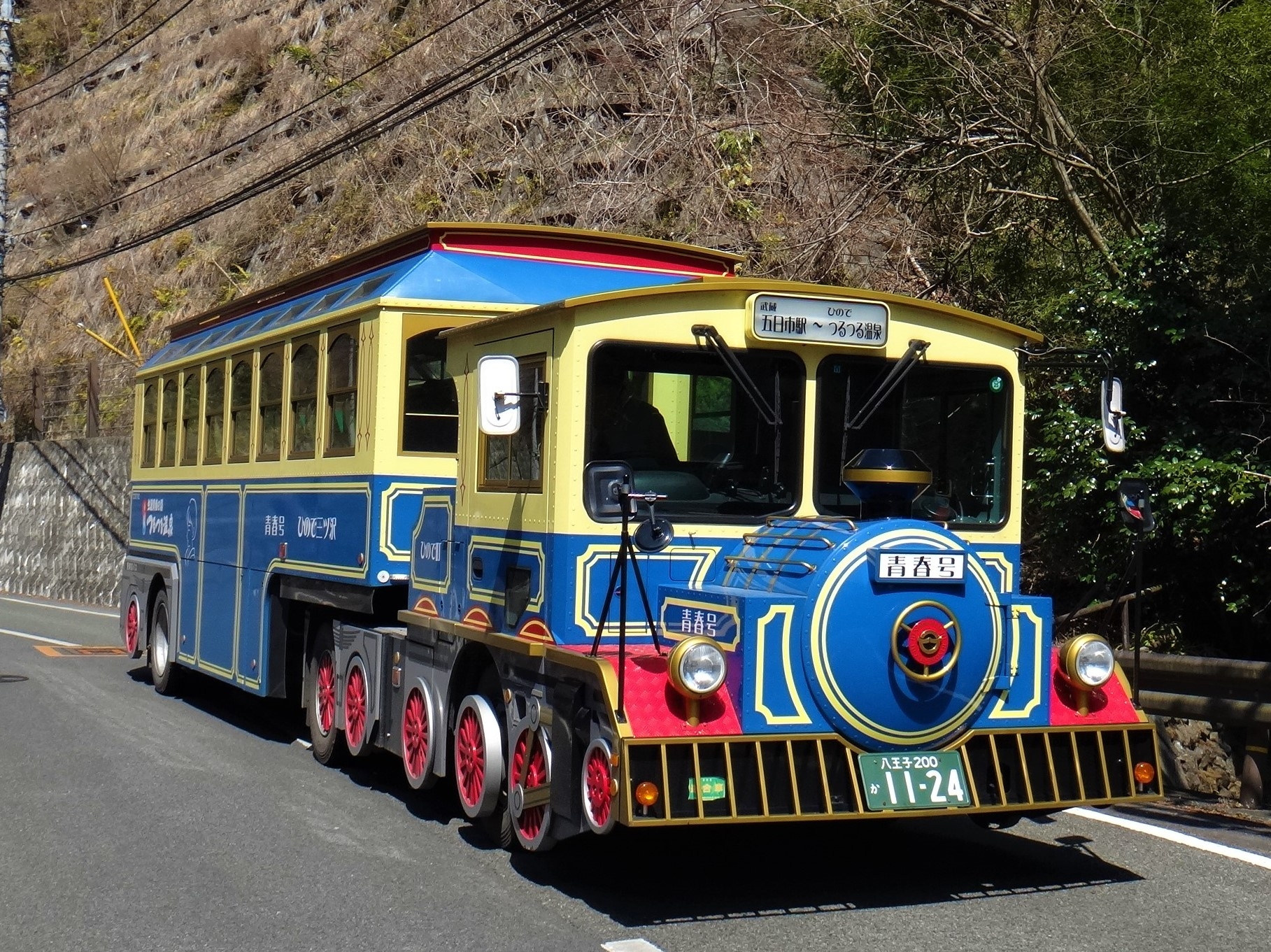
路線バス『青春号』

## 参照
1. 1 2 3 4  山と高原地図 奥多摩 2014 昭文社
2. ↑  登山ルート・山旅スポット. “日帰り登山が楽しい日の出山の登山ルート・難易度”. 山旅旅. 2020年10月8日閲覧。